# Дореулебі
Дореулебі (груз. დორეულები) — село в Грузії.
За даними перепису населення 2014 року в селі проживає 69 осіб.